# مایک بوش (بازیکن فوتبال)
مایک بوش (انگلیسی: Mike Busch؛ زادهٔ ۵ آوریل ۱۹۸۱) بازیکن فوتبال اهل آلمان است.
از باشگاه‌هایی که در آن بازی کرده‌است می‌توان به باشگاه فوتبال بوخوم و باشگاه فوتبال وولفسبورگ اشاره کرد.